# Savonnières-devant-Bar
Savonnières-devant-Bar é uma comuna francesa na região administrativa de Grande Leste, no departamento de Meuse. Estende-se por uma área de 5,16 km². Em 2010 a comuna tinha 483 habitantes (densidade: 93,6 hab./km²).